# Anaplecta subsignata
Anaplecta subsignata är en kackerlacksart som beskrevs av Morgan Hebard 1926. Anaplecta subsignata ingår i släktet Anaplecta och familjen småkackerlackor. Inga underarter finns listade i Catalogue of Life.